# Callistethus klossi
Callistethus klossi är en skalbaggsart som beskrevs av Ohaus 1926. Callistethus klossi ingår i släktet Callistethus och familjen Rutelidae. Inga underarter finns listade.